# 輕質原油
轻质原油指的是一种呈液態的石油，它密度低，室温下輕質原油可以自由流動。它還具有低粘度、低比重和高API比重等特點。它的蠟含量通常也较低。轻质原油在商品市场上的价格高于重质原油，因为当煉油廠分馏輕質原油时，可以產生更多的汽油和柴油。